# Liste des US Routes au New Hampshire
Les US Routes au New Hampshire font partie du réseau des US Routes. Celles-ci sont entretenues par le New Hampshire Department of Transportation (NHDOT).

## Liste
| Numéro | Longueur (mi) | Longueur (km) | Terminus sud / ouest                            | Terminus nord / est                                   | Créée | Notes |
| ------ | ------------- | ------------- | ----------------------------------------------- | ----------------------------------------------------- | ----- | ----- |
| US 1   | 17,04         | 27,43         | US 1 à la frontière du Massachusetts à Seabrook | US 1 à la frontière du Maine à Portsmouth             | 1926  |       |
| US 2   | 35,44         | 57,03         | US 2 à la frontière du Vermont à Lancaster      | US 2 à la frontière du Maine à Shelburne              | 1926  |       |
| US 3   | 241,95        | 389,39        | US 3 à la frontière du Massachusetts à Nashua   | Route 257 à la frontière canadienne près de Pittsburg | 1926  |       |
| US 4   | 106,83        | 171,93        | US 4 à la frontière du Vermont à Lebanon        | I-95 / US 1 Byp. à Portsmouth                         | 1926  |       |
| US 202 | 95,27         | 153,32        | US 202 à la frontière du Massachusetts à Rindge | US 202 à la frontière du Maine à Rochester            | 1935  |       |
| US 302 | 79.155        | 127.388       | US 302 à la frontière du Vermont à Haverhill    | US 302 à la frontière du Maine à Conway               | 1935  |       |
|        |               |               |                                                 |                                                       |       |       |